# Narsinghgarh (ort i Indien, Damoh)
Narsinghgarh är en ort i Indien.   Den ligger i distriktet Damoh och delstaten Madhya Pradesh, i den centrala delen av landet, 600 km söder om huvudstaden New Delhi. Narsinghgarh ligger 356 meter över havet och antalet invånare är 6 572.
Terrängen runt Narsinghgarh är mycket platt. Runt Narsinghgarh är det ganska tätbefolkat, med 155 invånare per kvadratkilometer. Närmaste större samhälle är Damoh, 18,3 km söder om Narsinghgarh. Trakten runt Narsinghgarh består till största delen av jordbruksmark.